# 百年前新聞
百年前新聞（ひゃくねんまえしんぶん）は、ソーシャル・ネットワーキング・サービスX（旧Twitter）上で、その日からちょうど100年前に起きた出来事をリアルタイムで配信する架空の新聞社アカウントである。
2025年時点では、大正時代を「現在」と見立て、ポストをおこなっている。

## アカウントの特徴

### 開設と成長
アカウントは2013年12月10日に開設され、同日に第1回配信を行った。以降、1日平均約8件のポストを配信し、安定したフォロワー数を維持している。現在（2025年時点）のフォロワー数は、約18万。
「発刊宣言」によれば、過去の人々と「同じニュースを同じ頻度で」受け取ることで「時代の雰囲気」をつかむことができると述べている。

### 投稿の特徴
- 政治、経済、文化、日常生活、科学など多岐にわたるトピックを取り上げ、「速報」として投稿する。歴史的に重要な記事には解説を加える形式を採用している[2]。
- 投稿には運営者自らが開発した自動投稿プログラムが利用されている[2]。
- まれにではあるが、大きな事件を時間単位で実況投稿する（ユトランド沖海戦、関東大震災など）。その場合、まとめサイトが作成されることもある[5][6]。

### コンテンツ
- 戦争 - 第一次世界大戦における戦況、毒ガス、戦車の登場やシベリア出兵、外交関係の変化などに言及。
- 政治・外交 - 護憲運動やワシントン会議、ミュンヘン一揆など、当時の国内外の政治イベントを配信。
- 経済 - 米騒動や震災恐慌、ドイツのハイパーインフレなど、株価や物価の情報を投稿。プロフィール欄には「今の1円は、100年後の1500円くらい」（つまり、1925年ごろの1円が2025年ごろの1500円に相当）であったことが記されている。
- 文化・芸術 - 芥川龍之介の日記や新聞連載小説の一節を抜粋するほか、ドイツのバウハウス展、ダダイズムの誕生など当時の芸術動向を紹介。
- 交流 - 摂政宮のヨーロッパ訪問、アインシュタインの来日、久邇宮家の西日本旅行など、当時の著名人の交流とそれに対する人々の反応などを訪問した日時に合わせて投稿。
- 科学 - アウストラロピテクスの発見、ツタンカーメンの墓の発見、インスリンの発見など、科学的な発見を紹介。時にはその後の新発見で覆された事例もあるが、基本的には当時の知見を反映した投稿がおこなわれている[7]。
- 日常生活 - モダンガールやラジオの登場、生活必需品の価格や流行語、娯楽情報など、市井の暮らしぶりを描写。

ニュースを調べるためには当時の新聞のほか、帝国議会の議事録、国立国会図書館の資料、ウィキペディア内の記事、論文、文豪の日記などが使われている。

## 運営者
運営者は「百年前新聞・社主」を名乗る人物で、ニュースの補足情報や現代視点からの解説をXアカウントで発信している。
匿名だが、本職は高校教師であることをインタビューで明かしている。慶応義塾大学出身。

## 反響・評価
エストニア大使館が言及したり、企業、政治家、小説家などから引用リポストでコメントされたりするなど、幅広い層から支持を受けている。
また、2022年8月、ねとらぼで「最高に面白い」と評され大きな話題を呼んだ。2023年9月にはラジオ番組の放送内で言及された。